# Tricerro
Tricerro (piemontesisch Trisér) ist eine Gemeinde in der italienischen Provinz Vercelli (VC), Region Piemont.

## Lage und Einwohner
Der Ort liegt 13 km von der Provinzhauptstadt Vercelli entfernt auf einer Höhe von 141 m über dem Meeresspiegel. Das Gemeindegebiet umfasst eine Fläche von 12,26 km² und hat 664 Einwohner (Stand 31. Dezember 2023). Die Nachbargemeinden sind Costanzana, Desana, Ronsecco und Trino. 

## Sehenswürdigkeiten
- Die Dorfkirche: Parrocchiale di San Giorgio
- Weitere Kirchen: Chiesa di San Basilio und Chiesa della Confraternita di San Rocco